# Vincent Kartheiser
Vincent Paul Kartheiser (Minneapolis (Minnesota), 5 mei 1979) is een Amerikaans acteur.

## Carrière
Kartheiser startte zijn acteercarrière op jeugdige leeftijd. Hij was in 1993 te zien in de romantische komedie Untamed Heart. In 1996 had hij een hoofdrol in de film Alaska naast Dirk Benedict en Charlton Heston. In 1997 speelde hij een hoofdrol aan de zijde van Patrick Stewart in de film Masterminds en was datzelfde jaar te zien in Another Day in Paradise.
Nadat hij zijn studies geschiedenis aan de Universiteit van Californië had afgerond zette hij zijn acteercarrière verder.
Hij speelde tussen 2002 en 2004 de rol van "Connor" in de televisieserie Angel. Vanaf 2007 heeft hij een hoofdrol in de serie Mad Men, waarin hij de rol van de jonge ambitieuze reclameman "Pete Campbell" speelt. Hij won met de voltallige cast de Screen Actors Guild Award voor uitstekende prestatie door een ensemble in een dramaserie in 2009.

## Persoonlijk leven
Kartheiser groeide op als jongste kind uit een gezin met zes kinderen. Zijn voornaam is gekozen naar Vincent van Gogh.

## Filmografie en televisie (selectie)
- Untamed Heart (1993)
- Little Big League (1994)
- Heaven Sent (1994)
- The Indian in the Cupboard (1995)
- Alaska (1996)
- Masterminds (1997)
- Another Day in Paradise (1998)
- Strike! (1998)
- ER (1999) (televisieserie)
- Luckytown (2000)
- Crime and Punishment in Suburbia (2000)
- Ricky 6 (2000)
- The Unsaid (2001)
- Angel (2002–2003) & (2004) 28 afleveringen (televisieserie)
- Dandelion (2004)
- Killing Zelda Sparks (2006)
- Waning Moon (2006)
- Alpha Dog (2006)
- Mad Men (2007–2015) (televisieserie)
- Elektra Luxx (2010)
- Rango (2011) (stemrol)
- In Time (2011)
- High School USA! (2013–2015) (animatieserie, stemrol)
- Beach Pillows (2014)
- Red Knot (2014)
- Day Out of Days (2015)
- A Kind of Murder (2016)
- The Most Hated Woman in America (2017)
- My Friend Dahmer (2017)
- Most Likely to Murder (2018)
- Das Boot (2018+2020) (televisieserie)
- American Hangman (2019)
- The OA (2019) (televisieserie)
- Crypto (2019)
- Proven Innocent (2019) (televisieserie)
- Law & Order: Special Victims Unit (2019–2020) (televisieserie)
- The Social Dilemma (2020) (documentaire)
- Ultrasound (2021)
- Titans (2021) (televisieserie)